# Момотово (Харьковская область)
Момотово (укр. Момотове) — посёлок,
Кулиничёвский поселковый совет,
Харьковский район,
Харьковская область.
Код КОАТУУ — 6325157309. Население по переписи 2001 года составляет 234 (112/122 м/ж) человека.

## Географическое положение
Посёлок Момотово находится у истоков пересыхающей речушки, которая через 10 км впадает в реку Харьков (левый приток).
На реке небольшая запруда.
К посёлку примыкает село Кутузовка,
на расстоянии до 2-х км расположены сёла Бутенково, Байрак, Новоалександровка и Ключки.

## История
- В 1940 году, перед ВОВ, на хуторе Мамотов было пять дворов.[1]
- 1957 — дата присвоения статуса села.
- В 2022 году во время вторжения России на Украину село было оккупировано, но позже освобождено в ходе контрнаступления Вооружённых сил Украины.